# Resolution 1690 des UN-Sicherheitsrates
Die Resolution 1690 des UN-Sicherheitsrates ist eine Resolution zur Situation in Osttimor, unter Hinweis auf die Resolutionen 1599 und 1677, die der Sicherheitsrat der Vereinten Nationen am 20. Juni 2006 auf seiner 5469. Sitzung einstimmig angenommen hat. Damit beschlossen die Vereinten Nationen die Verlängerung das Mandat des Büros der Vereinten Nationen in Osttimor (UNOTIL) um zwei Monate.

## Hintergrund
Nach der indonesischen Besatzung stand Osttimor ab 1999 unter UN-Verwaltung. Nach der Entlassung Osttimors in die Unabhängigkeit blieb die UN-Mission zur Unterstützung. Sie sollte ursprünglich 2006 beendet werden, doch im Frühjahr 2006 brachen Unruhen aus.

## Die Resolution

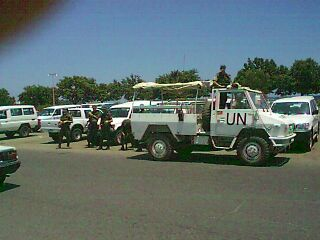
Lastwagen der UNOTIL in Dili

Der Sicherheitsrat drückt seine Besorgnis über die unberechenbare Situation in Osttimor und die ernsten Folgen für die Menschen. Die weitergehenden Gewaltakte gegen die Bevölkerung und die Zerstörung von Eigentum werden verurteilt.
Der Rat entscheidet sich das Mandat des Büros der Vereinten Nationen in Osttimor (UNOTIL) um zwei Monate bis zum 20. August 2006 zu verlängern, mit Blick auf Planungen für die Rolle der UN in der Zeit danach. Der Rat würdigt und unterstützt den Einsatz der internationalen Sicherheitskräfte der Regierungen Portugals, Australiens, Neuseelands und Malaysias, der auf Wunsch der Regierung Osttimors erfolgt.
Alle Parteien in Osttimor werden aufgerufen der Gewalt zu entsagen und am demokratischen Prozess teilzunehmen.

## Folgen
Der International Stabilization Force (ISF) gelang es im Laufe des Jahres wieder für Ruhe und Ordnung zu sorgen. Mit der Resolution 1704 wurde die UNOTIL durch die UNMIT ersetzt. Der Einsatz von ISF und UNMIT endeten 2012 nach den anstehenden Parlaments- und Präsidentenwahlen.